# John Walker (uppfinnare)
John Walker, född 29 maj 1781 i Stockton-on-Tees, död 1 maj 1859 i Stockton-on-Tees, var en engelsk kemist som uppfann friktionständstickan 1826. Han tog inte patent på tändstickan.